# Fernando Cáceres
Fernando Gabriel Cáceres (født 7. februar 1969 i Buenos Aires, Argentina) er en tidligere argentinsk fodboldspiller (midterforsvarer).
Han spillede i hjemlandet hos adskillige af landets storklubber, River Plate, Boca Juniors, Argentinos Juniors og Independiente. Han var desuden i over ti år udlandsprofessionel i Spanien, hvor han var tilknyttet både Real Zaragoza, Valencia og Celta Vigo. Med Argentinos Juniors vandt han i 1991 et argentinsk mesterskab, mens han hos Real Zaragoza var med til at triumfere i både Copa del Rey (1994) og Pokalvindernes Europa Cup (1995).
Cáceres spillede desuden mellem 1992 og 1997 24 kampe og scorede ét mål for det argentinske landshold. Han var en del af holdet der vandt Copa América 1993, og deltog også ved VM i 1994 i USA.

## Titler
Primera División Argentina
- 1991 (Apertura) med Argentinos Juniors

Copa del Rey
- 1994 med Real Zaragoza

Pokalvindernes Europa Cup
- 1995 med Real Zaragoza

Copa América
- 1993 med Argentina